# San Façon Carrera 22 (estación)
La estación sencilla San Façon-Carrera 22 hace parte del sistema de transporte masivo de Bogotá llamado TransMilenio inaugurado en el año 2000.

## Ubicación
La estación está ubicada en el centro de la ciudad, específicamente en la Avenida Colón entre carreras 21 y 23.
Atiende la demanda de los barrios La Sabana, El Listón, Paloquemao y sus alrededores.
En las cercanías están los centros comerciales Sabana Plaza, el Mina Plaza, el Puerta Grande, el Liceo Nacional Femenino Antonia Santos, la Estación de Policía XIV y el Colegio Nuestra Señora de la Presentación.

## Origen del nombre
La estación recibe su nombre del Colegio Nuestra Señora de la Presentación-Sans Façon y del Barrio homónimo. Se corrigió incorrectamente el nombre al usarlo para la estación.

## Historia
La estación fue inaugurada en el año 2003, al inaugurarse la Troncal Calle 13 desde la estación De La Sabana hasta Puente Aranda.
Durante el Paro nacional de 2019, la estación sufrió diversos ataques que afectaron de forma considerable las puertas de vidrio y demás infraestructura de la estación, razón por la cual no estuvo operativa por algunos días luego de lo ocurrido.
Durante el Paro nacional de 2021, la estación sufrió diversos ataques que afectaron de forma considerable las puertas de vidrio y demás infraestructura de la estación, razón por la cual se encontró inoperativa.

## Servicios de la estación

### Servicios troncales
| Tipo                                | Rutas al Oriente | Rutas al Occidente |
| ----------------------------------- | ---------------- | ------------------ |
| Ruta fácil                          | 5                | 5                  |
| Expresos todos los días todo el día | J23              | F23                |

### Esquema
| ← Occidente |         |         |            |
| Carrera 23  | F23     | 5       | Carrera 21 |
|             | Vagón 2 | Vagón 1 |            |
| Carrera 23  | J23     | 5       | Carrera 21 |
| Oriente →   |         |         |            |

### Servicios urbanos
Así mismo funcionan las siguientes rutas urbanas del SITP en los costados externos a la estación, circulando por los carriles de tráfico mixto sobre la Avenida Centenario, con posibilidad de trasbordo usando la tarjeta TuLlave:
| Código | Sector               | Dirección     | Rutas    |
| ------ | -------------------- | ------------- | -------- |
| 830A00 | A Br. La Sabana      | AC 13 - KR 21 | A324A501 |
| 712A00 | A Estación San Façon | AC 13 - TV 22 | G501K324 |

## Ubicación geográfica
| Noroeste: Los Mártires | Norte: K Concejo de Bogotá | Nordeste: Los Mártires |
| Oeste: E F Ricaurte    |                            | Este: F De La Sabana   |
| Suroeste: Los Mártires | Sur: Los Mártires          | Sureste: Los Mártires  |